# Blackstar (série de televisão)
Blackstar foi uma série animada americana de fantasia científica. Foi produzida em 1981 por Lou Scheimer e Norm Prescott para a Filmation. Blackstar tem notáveis similaridades a He-Man and the Masters of the Universe, de 1984, também produzido pela Filmation.

## História
John Blackstar foi astronauta de uma futura versão da Terra que tinha sido sugado por um buraco negro e caído no planeta Sagar, onde a espada e a magia ainda governavam o dia. Com os seus aliados, os Trobbits (criaturas parecidas a Hobbits rosados), Klone (um elfo que se torna animais), o dragão Warlock, e Mara a Feiticeira, Blackstar combate o cruel Overlord, um opressor que governa pela força da Powersword, uma metade da Powerstar, uma arma imensamente poderosa. Afortunadamente, Blackstar possuia a outra metade, a Starsword.

## Exibição no Brasil
Blackstar foi exibido pela primeira vez na TV Record em 1982 aos sábados as 18:30 e depois em 1984 reprisado no Balão Mágico, da Rede Globo e foi dublado pela BKS - São Paulo.

## Episódios
Somente 13 episódios foram criados.
- 1. "Search for the Starsword"[1]
- 2. "City of the Ancient Ones"[1]
- 3. "The Lord of Time"[1]
- 4. "The Mermaid of the Serpent Sea"[1]
- 5. "The Quest"[1]
- 6. "Spacewrecked"[1]
- 7. "Lightning City of the Clouds"[1]
- 8. "The Kingdom of Neptul"[1]
- 9. "Tree of Evil"[1]
- 10. "The Air Whales of Anchar"[1]
- 11. "The Overlord's Big Spell"[1]
- 12. "The Crown of the Sorceress"[1]
- 13. "The Zombie Masters"[1]

## Histórias em quadrinhos
Duas adaptações independentes de quadrinhos foram feitas para o mercado francês. Um deles era uma série de 3 edições pelo artista Christian Gatignol (aka "Gaty"), publicado pela Editions Vaillant na revista Pif Gadget. A outra foi um one-shot de 46 páginas publicado pela Editions LUG (editora que publicou a maior parte dos quadrinhos da Marvel Comics) pelo artista Jean-Yves Mitton, o criador do famoso francês Mikros. Enquanto a versão Gatignol seguia a história original, Mitton seguiu seu próprio caminho, criando novos inimigos para Blackstar para lutar (Antrax o gigante de carvão r Telecrane a bruxa fantasma), e afirmando que Blackstar e Mara tiveram um relacionamento romântico.